# زراقلي السفلى (الريف الغربي)
زراقلي السفلى (بالفارسية: زراقلی پایین) هي منطقة سكنية تقع في إيران في قسم الريف الغربي الريفي. يقدر عدد سكانها بـ 613 نسمة بحسب إحصاء 2016.